# 草津温泉

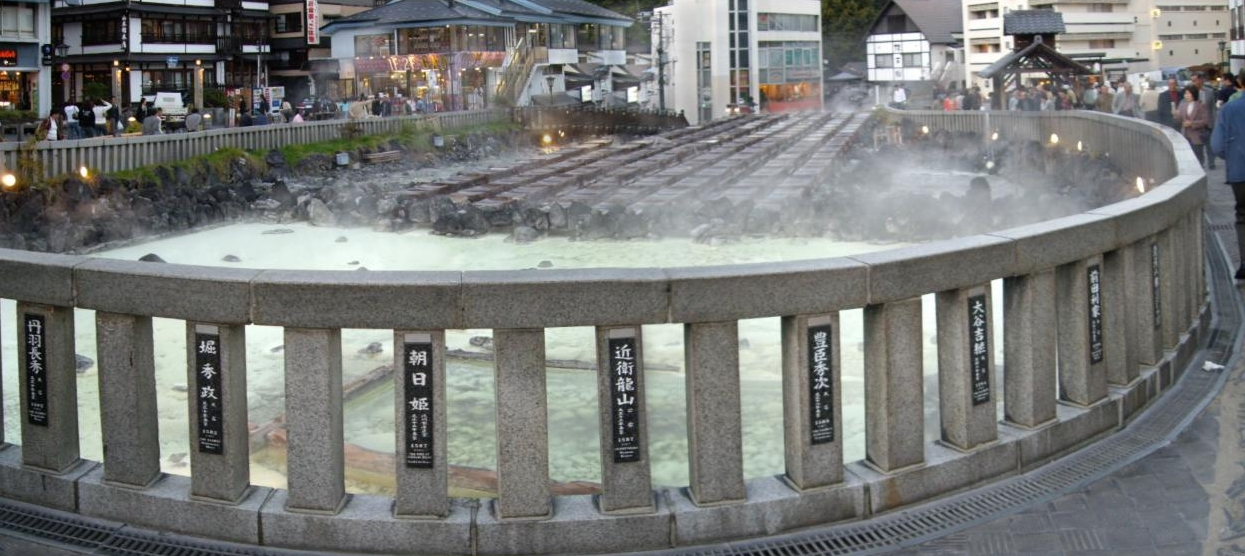
草津溫泉的湯畑，左右為商店街和旅館所包圍

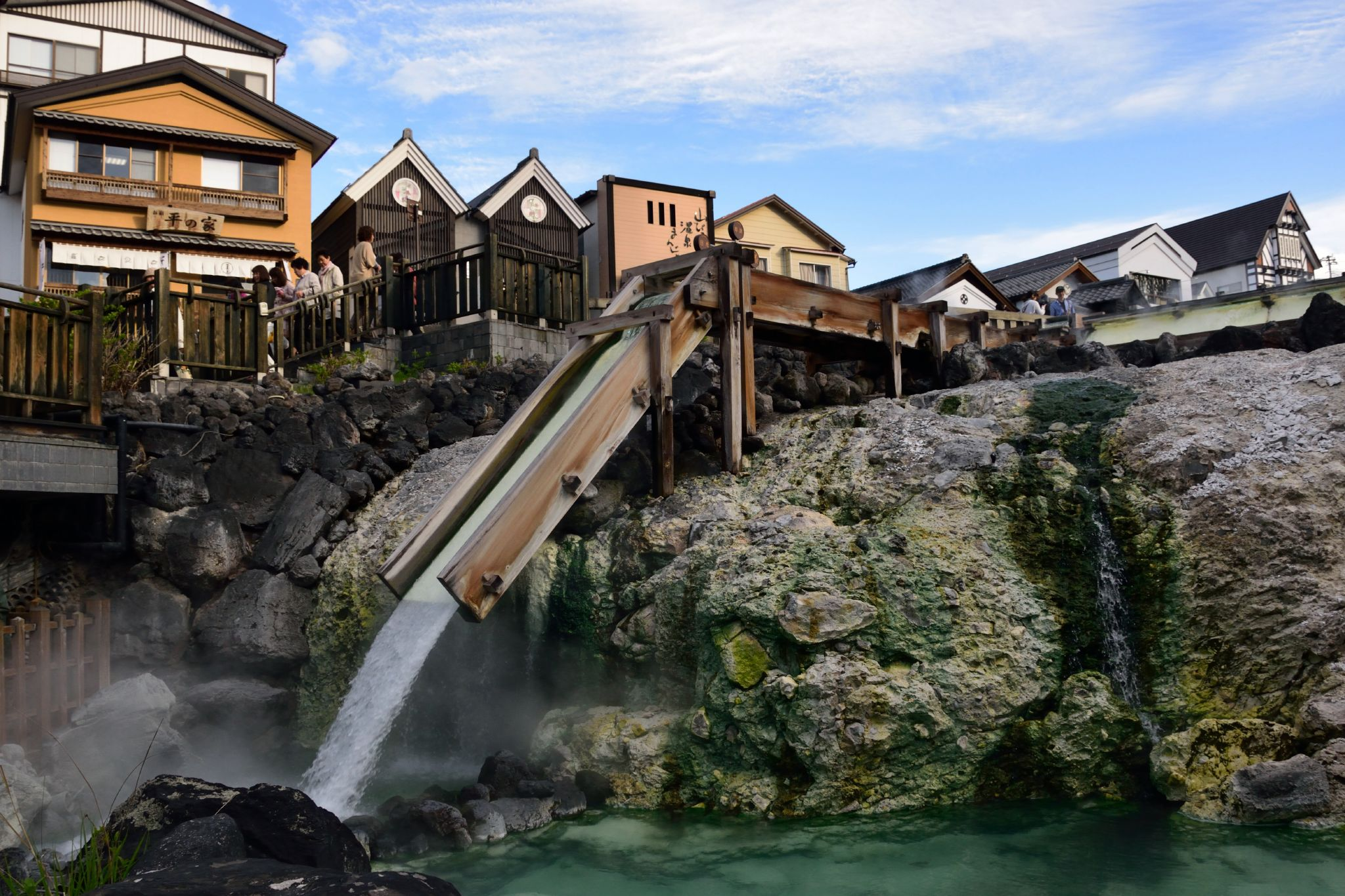
草津溫泉的湯畑

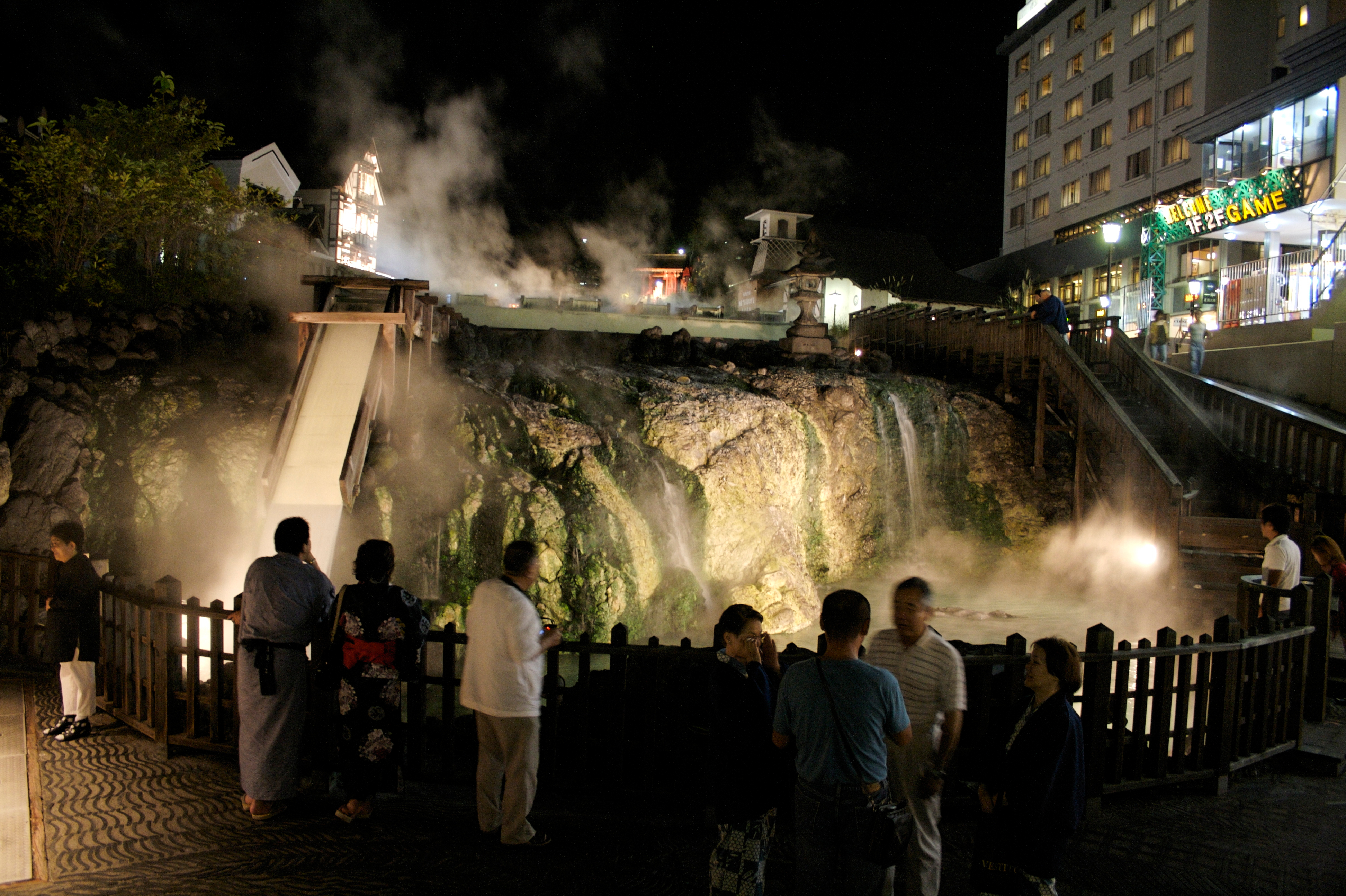
草津溫泉的湯畑夜景

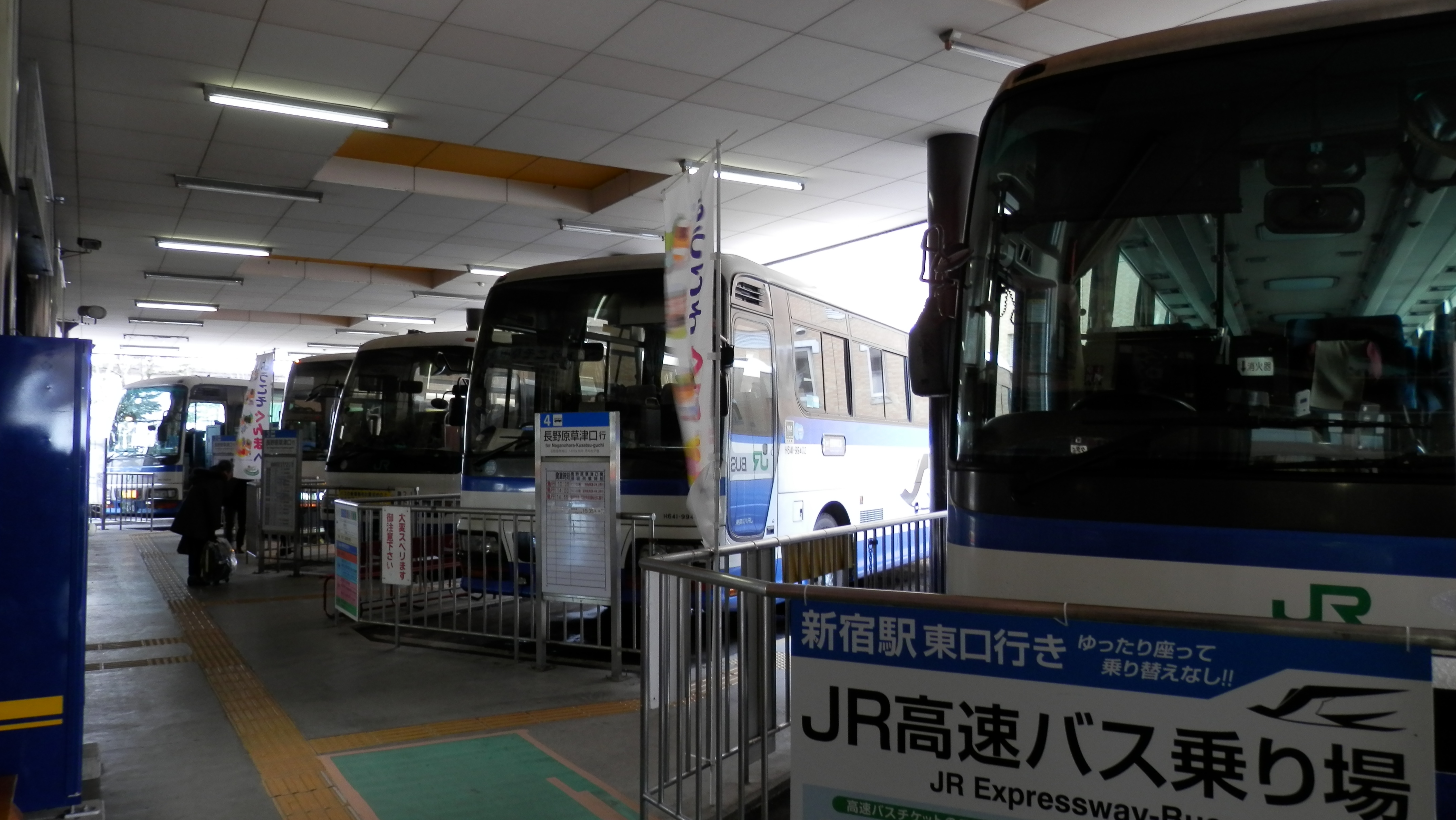
高速巴士（到Busta新宿）

草津溫泉（日语：／ Kusatsu onsen */?），位于日本群馬縣吾妻郡草津町的溫泉名勝地。其起源已有千年之久。草津溫泉的pH值在1.7至2.1，是強酸性硫黃泉，具有醫療功效。是林羅山的日本三名泉之一。江戶時代的溫泉番付中名列當時最高位的東大關，是日本的代表名泉之一。
位於中心區域的「湯畑」，是草津溫泉最主要的景點。利用富含木脂的松木或檜木架設的溫泉田，引流源源不絕的湯泉。其泉水的溫度高達攝氏65度，無法直接進去泡，因此木架隔出的湯畑除了引流溫泉之外，更有助於散熱，降至適合浸泡的溫度。
除了湯畑之外，「時間湯」是草津溫泉從古流傳至今的泡湯治療法，透過「吟唱」與「湯揉」讓泡湯更加神聖同時縮短等待降溫的時間。

## 泉質
基本上是酸性泉（酸性低張性高溫泉）。部分場所（源泉）是硫磺泉。

## 溫泉街
溫泉地是以湯畑為中心的溫泉街，有旅館、公園、溫泉中心等關連設施。還有，面向草津白根山的草津國際滑雪場等諸設施。